# Пятнадцатилетний капитан
«Пятнадцатилетний капитан» (фр. Un capitaine de quinze ans) — роман французского писателя Жюля Верна. Впервые опубликован в 1878 году.

## Сюжет
Шхуна-бриг «Пилигрим», принадлежащая богатому промышленнику Джеймсу Уэлдону, следует из Новой Зеландии в Северную Америку, везя на родину миссис Уэлдон (жену владельца шхуны), её пятилетнего сына Джека, а также её двоюродного брата Бенедикта — учёного-энтомолога «не от мира сего»,и няню Джека-Нэн. На полпути к Южной Америке команда снимает с гибнущего корабля собаку по кличке Динго и пятерых негров, которых зовут Бат, Остин, Актеон, Геркулес и Том. Негры говорят, что они граждане США, рождённые свободными. Только старый Том в детстве попал в рабство, но, попав в Америку, сделался свободным человеком. Спасённая собака, на ошейнике которой выбиты буквы «С. В.», неожиданно проявляет агрессию к судовому коку Негоро, который отрицает знакомство с ней. Маленький Джек, играя с Динго, выясняет, что Динго знает эти буквы: из всех детских кубиков он выбирает только те, на которых написано «С» и «В».
Экипаж обнаруживает кита и отправляется на охоту, чтобы заполнить ворванью пустующие бочки. Пассажиры, пятнадцатилетний юнга Дик Сэнд и Негоро остаются на шхуне. Раненый кит топит шлюпку вместе со всеми охотниками, оставляя шхуну без экипажа. Командование парусником принимает Дик Сэнд. Он не умеет определять положение корабля в море и решает идти по прямой к берегам Южной Америки. Дик искренне переживает за пассажиров, считая их своей семьей: Джеймс Уэлдон когда-то подобрал бездомного мальчика с улицы и вырастил как собственного сына.
На море начинается шторм. Негоро втайне подкладывает под компас железный брусок, изменяя показания прибора. «Пилигрим», резко отклонившись на юго-восток, огибает мыс Горн, попадая из Тихого океана в Атлантический. Дик не может понять, почему до сих пор не видно земли. Позже Негоро убирает брусок, и шхуна возвращается на прежний курс на северо-восток, пересекая Атлантику.
Ветер приносит шхуну к неизвестному берегу. Дику удаётся ввести корабль в бухту и выбросить его на берег. Путешественники сходят на землю. Негоро уходит. Путешественники встречают американца Гарриса, он подтверждает, что путники попали в Южную Америку и предлагает довести пассажиров до гасиенды, где им окажут помощь. Отряд отправляется в путь.
Дик замечает странности: в местности нет ни каучуковых, ни хинных деревьев, а Бенедикт с ликованием обнаруживает муху цеце, встречающуюся только в Африке. Около реки путешественники замечают жирафов, но Гаррис уверяет, что это страусы нанду. Герои находят просеку в лесу, вытоптанную исполинскими животными (возможно, слонами), и спугивают стадо животных, похожих на гиппопотамов. Местность вокруг выглядит дикой, лошадь Гарриса не показывает, что отряд приближается к поместью. И, наконец, Дик и Том находят отрубленные руки чёрных невольников, а ночью в темноте разносится рык льва. Понявший всё Дик бросается к Гаррису, но тот уже успел сбежать. Дик озвучивает страшную правду: они попали в экваториальную Африку, «страну работорговцев и рабов», а Гаррис, действовавший в сговоре с Негоро, завёл их в безлюдную местность. (Жюль Верн допустил ошибку в расчётах: на самом деле «Пилигрим» не смог бы при таких скорости и курсе достичь берегов Африки).
Герои, не падая духом, решают выбраться к побережью, но вскоре чудовищный ливень заставляет их укрыться в пустом термитнике. Отряд африканских работорговцев захватывает их в плен, но Геркулесу удаётся сбежать. Героев ведут в глубь страны в составе огромного невольничьего каравана. В то время как негры идут в цепях, миссис Уэлдон, Джек и Бенедикт находятся в лучших условиях, так как у работорговцев на них есть свои планы.
Через много дней изнуряющего пути караван приходит в Казонде, местный центр работорговли. Многие невольники умирают в дороге, не выдержав тягот пути. В Казонде Дик встречает Гарриса, который издевается над ним, говоря, что миссис Уэлдон и Джек умерли. Дик, придя в ярость, пронзает Гарриса ножом. Негоро, оказавшийся  ближайшим подручным крупного работорговца Алвиша, требует казни Дика.
В Казонде рабов продают с аукциона. Алвишу удается продать по самой выгодной цене четверых негров, несмотря на их протесты и уверения, что они граждане США и свободные люди. Дик Сэнд содержится один в сарае и получает весточку от Геркулеса.
Работорговец Алвиш вынужден поддерживать дружеские отношения с местным царьком Муани-Лунга, проводящим время в разврате и пьянках. Неосторожно выпив огненный пунш, Муани-Лунга сгорает заживо, а правительницей становится его старшая жена Муана. По местному обычаю, правителя должны хоронить вместе со слугами, жёнами и необходимыми вещами. За городом роют котлован и подготавливают воду, которая должна затопить жён, слуг и жертвы богам, одной из которой выбран Дик Сэнд. Вода затапливает котлован, но Геркулес, спрятавшийся на дне, выносит и спасает Дика.
Миссис Уэлдон, Джек и Бенедикт содержатся в охраняемой фактории Алвиша. Негоро убеждает женщину в смерти Дика Сэнда, и она соглашается написать письмо мужу с просьбой о выкупе. Негоро с караваном уходит из Казонде к берегу океана, чтобы сесть на корабль и отплыть в Америку за выкупом. Бенедикт в погоне за редким насекомым проникает за ограду фактории, после чего бесследно исчезает. Миссис Уэлдон уверена, что в исчезновении ее кузена виноват Алвиш, однако сам работорговец понятия не имеет, куда девался «сумасшедший учёный».
В провинции Казонде, несмотря на окончание дождевого сезона, идёт непрекращающийся ливень. Все посевы затоплены, и населению угрожает голод. Королева Муана призывает в свою столицу колдунов, могущих остановить дождь. В город приходит немой негр-колдун, использующий язык жестов. Он определяет, что источник всех бедствий — белая женщина и её сын. Колдун, несмотря на протесты Алвиша, забирает из его дома миссис Уэлдон и Джека, после чего выводит их к реке, где у него спрятана лодка. Это переодетый Геркулес, который схватил и связал настоящего колдуна. В лодке уже ждут Дик Сэнд, Бенедикт и Динго. Геркулес всё это время следовал за караваном по пятам и помогал товарищам. От заблудившегося в лесу Бенедикта он узнал, где держат женщину с ребёнком.
Беглецы сплавляются вниз по реке, надеясь добраться до прибрежных поселений. Чтобы пройти мимо поселения дикарей-людоедов, они маскируют лодку, но негры замечают обман, и десяток воинов бросается в погоню. Путь героям преграждает водопад. Высадившись на берег, они обнаруживают хижину; войдя в неё, видят лежащий на полу человеческий скелет, а на стене — две буквы: «С. В.». Стало ясно , что останки принадлежат хозяину Динго. В позеленевшей медной коробке пришельцы находят записку, из которой выясняется, что известный французский путешественник Сэмюэль Вернон был ограблен и смертельно ранен своим проводником Негоро. И тут же Динго чует Негоро: грабитель пришёл, чтобы забрать отнятые у Вернона деньги, которые закопал под деревом близ лачуги. Собака набрасывается на бандита, и они в схватке убивают друг друга.
Дик, желая спасти друзей от каравана Негоро, переплывает на лодке реку, но на него тут же нападают дикари из оставленной позади деревни. Захватив лодку, они ведут ее к другому берегу. Дик понимает, что с десятью воинами-людоедами не справится даже гигант Геркулес. Жертвуя собой, юноша разбивает пулей кормовое весло, и лодку сносит к водопаду. Дикари гибнут, но Дик, укрывшись под корпусом опрокинутой лодки, остаётся в живых, преодолев водопад.
Через некоторое время путники встречают караван торговцев и возвращаются к цивилизации, после чего садятся на корабль и прибывают в Америку. Джеймс Уэлдон выкупает находившихся в рабстве Бата, Тома, Остина и Актеона. Дик Сэнд, получив образование, становится капитаном корабля, принадлежащего Уэлдону.

## В культуре

### Экранизации
- 1945 — «Пятнадцатилетний капитан»  СССР
- 1974 — «Un capitán de quince años»
- 1986 — «Капитан «Пилигрима»»  СССР

### Радиопостановки
- 1945—1982 — «Клуб знаменитых капитанов» — капитан Дик Сэнд, один из членов литературно-сказочного клуба.